# Melittia laboissierei
Melittia laboissierei là một loài bướm đêm thuộc họ Sesiidae. Nó được tìm thấy ở Uganda.